# Кают-компания
Каю́т-компа́ния — общее помещение для обеда, совместного отдыха или офицерского собрания на корабле.
Термин происходит от сочетания слов голландского kajuit («каюта») и французского compagnie («общество»). Кают-компании имеют практически все суда и корабли, если только позволяют их размеры. Крупные военные корабли могут иметь несколько кают-компаний.

## Кают-компания на кораблях английского флота
Еще в начале XVIII века на военных кораблях Королевского военно-морского флота Великобритании в кормовой части было большое помещение, в которое выходили двери офицерских кают, которое называлось wardrobe («шкаф»), так как туда складывали захваченные трофеи. Оно же служило столовой офицерам. В начале XIX века первый лорд Адмиралтейства Джон Джервис, объявил эти помещения, которые теперь назывались wardroom, не просто помещениями столовых, а местом собрания офицеров.

## Кают-компания на кораблях российского флота
Кают-компания на кораблях Российского императорского флота была местом отдыха и общего стола офицеров, а также помещением, где проходили общие собрания, своеобразным «парламентом».
Главным здесь был старший офицер. Он выступал в качестве председателя на собраниях и улаживал конфликты между офицерами. При голосовании у старшего офицера было 2 голоса, так что его мнение было решающим в случае, если голоса делились поровну. Командир корабля не был членом кают-компании, прийти в неё он мог только по приглашению, исключением были случаи, когда было необходимо сообщить офицерам важную новость или провести военный совет. Обычно командира приглашали на воскресный обед.
В кают-компании действовали свои неписаные правила. В частности, все члены кают-компании обращались друг к другу по имени-отчеству, без воинских званий, можно было курить без разрешения командира корабля, запрещалось обсуждать российские политические проблемы, нельзя было касаться религии и личных отношений. За направлением дискуссий следил старший офицер. В то же время офицеры имели право и возможность критиковать командира (в рамках устава).
Количество помещений и обстановка зависели от ранга корабля.
Офицеры в кают-компаниях рассаживались за столом строго по старшинству. Во главе стола сидел старший офицер, по правую руку от него — следующий по рангу офицер, по левую — старший инженер-механик. Затем садились старшие специалисты и далее, также по старшинству воинского звания, младшие специалисты, вахтенные начальники, вахтенные офицеры и механики.
Нижним чинам (матросам и унтер-офицерам) входить в кают-компанию категорически запрещалось. Исключений из этого правила было два — если матрос занимал должность вестового (тогда он мог войти в кают-компанию лишь по своей служебной надобности и лишь на необходимое для этого время), или при ранении в ходе боя (во время боя помещение кают-компании становилось лазаретом для оказания первой медицинской помощи всем раненым, без различия их чина).